# Drogo de Champaña
Drogo (670-708), hijo de Pipino de Heristal y Plectruda, era duque de Champaña por nombramiento de su padre en 690 y duque de Borgoña tras la muerte de Nordeberto en 697. Fue mayordomo de palacio de Borgoña en 695.
Se casó con Anstrude, hija de Ansflede y Waratton, anterior mayordomo de palacio de Neustria y Borgoña, y viuda del mayordomo de palacio Berthar. Tuvieron cuatro hijos: Hugo, Arnulfo (c. 690-c. 721), Godfrey, y Pipino. Drogo falleció antes que su padre y dejó el ducado de Champaña a su segundogénito Arnulfo, ya que su primogénito Hugo había entrado en un monasterio. Drogo fue enterrado en Metz en Saint-Pierre-aux-Nonnains.

## Galería

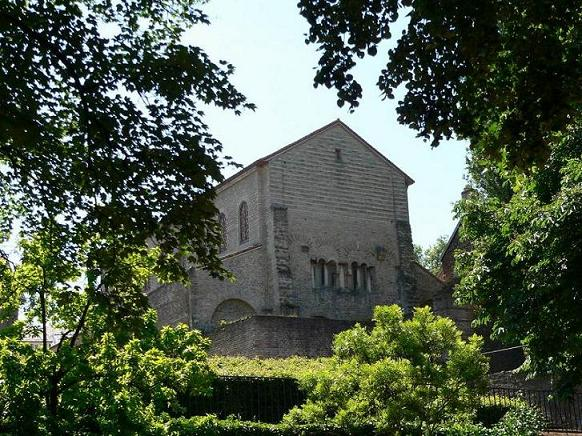
Saint-Pierre-aux-Nonnains  en Metz, donde Drogo está enterrado.